# Aubade (Poulenc)
Pour les articles homonymes, voir Aubade.
 (juillet 2011).
Si vous disposez d'ouvrages ou d'articles de référence ou si vous connaissez des sites web de qualité traitant du thème abordé ici, merci de compléter l'article en donnant les références utiles à sa vérifiabilité et en les liant à la section « Notes et références ».
Aubade (FP.051a, et FP.051b pour la réduction pour piano), concerto chorégraphique pour piano et 18 instruments, est une œuvre de Francis Poulenc créée en 1929.
Si elle est aujourd’hui traitée comme un concerto pour piano, cette pièce fut bien conçue à l’origine comme musique de ballet. L’œuvre fut créée pour la soirée du 18 juin 1929 chez les Noailles, ce qui détermina la taille de l’orchestre dont Poulenc allait pouvoir disposer. Lors de la création, la chorégraphie était de Bronislava Nijinska. Il y eut quelques mois plus tard une reprise au Théâtre des Champs-Élysées dont Poulenc désapprouva la chorégraphie due cette fois à George Balanchine.
Le titre évoque ironiquement les airs joués ou chantés à l'aube sous la fenêtre de la personne courtisée. Ici, l’action commence un matin, et se termine le lendemain à l’aube. 
Poulenc a conçu lui-même le scénario du ballet dont le thème est la solitude des femmes. La déesse Diane en est l’héroïne. L’action commence dans une clairière. Les compagnes de Diane s’éveillent peu à peu. Diane entre en scène, tourmentée par la chasteté qui lui est imposée. Ses compagnes l’habillent puis lui donnent un arc : la chasse doit lui servir de dérivatif. Suit un solo de Diane, avant qu’elle rejette l’arc et s’enfonce dans la forêt, désespérée. Ses compagnes cherchent à la consoler, mais Diane repart à la chasse, seule. Ses compagnes s’endorment.

## Analyse de l'œuvre
1. Toccata (lento et pesante)
2. Récitatif (larghetto)
3. Rondeau (allegro)
4. Presto
5. Récitatif (larghetto)
6. Andante (andante con moto)
7. Allegro féroce
8. Conclusion (adagio)

## Instrumentation
- 2 flûtes, 1 hautbois et 1 cor anglais, 2 clarinettes, 2 bassons, 2 cors en fa, 1 trompette, 1 piano, 2 altos, 2 violoncelles, 2 contrebasses, 3 timbales.
- durée d'exécution : 21 minutes.

## Source
- François-René Tranchefort, « Francis Poulenc », dans François-René Tranchefort (dir.), Guide de la musique symphonique, Paris, Fayard, coll. « Les Indispensables de la musique », 1996 (1re éd. 1986), 896 p. (ISBN 2-21301638-0), p. 586-587.